# Śródka, Poznań

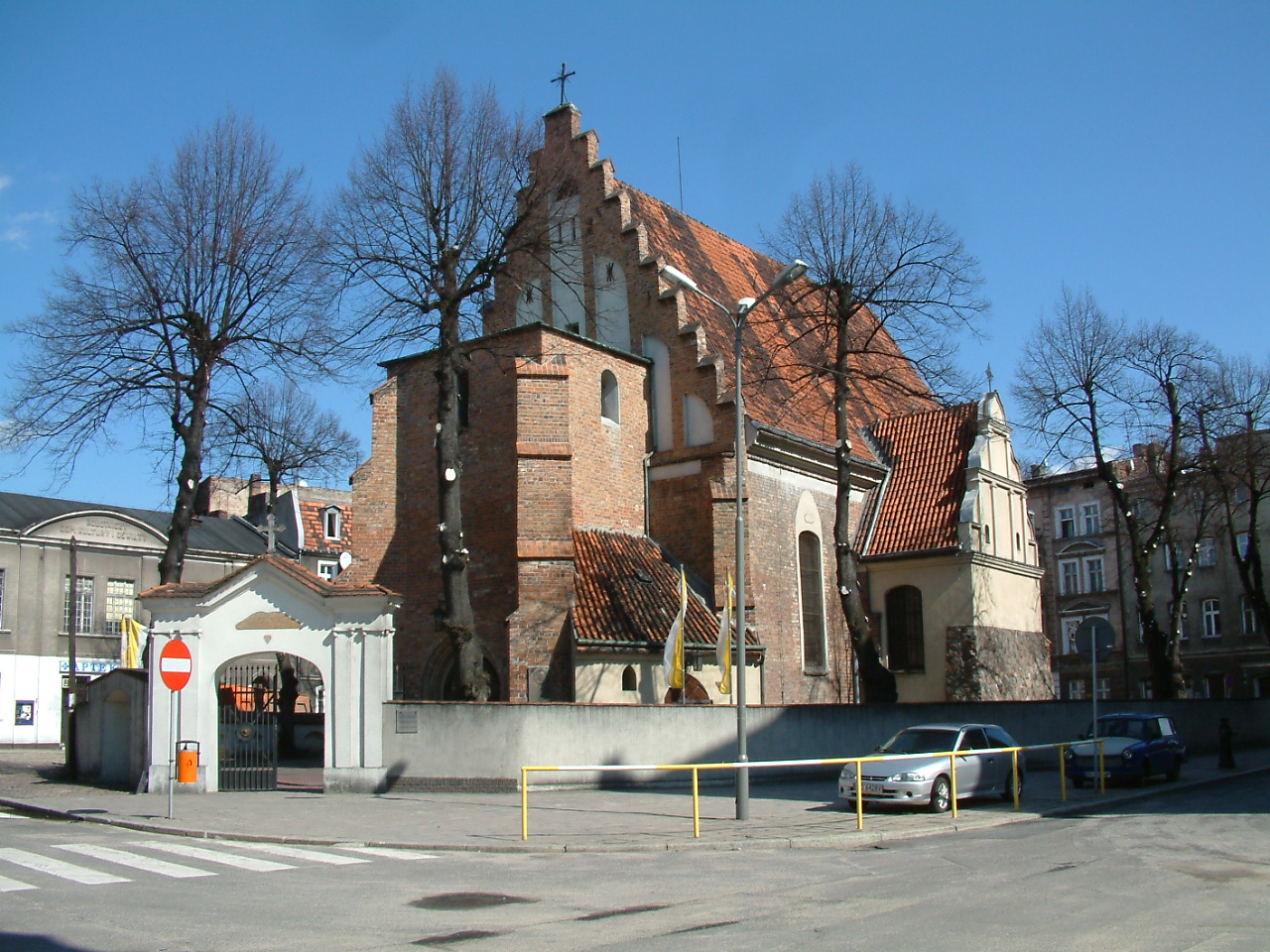
Nhà thờ thánh Margaret

Śródka [ˈɕrutka] là một khu phố lịch sử của thành phố Poznań ở miền tây Ba Lan. Nó nằm bên hữu ngạn sông Warta, đối diện đảo Ostrów Tumski, nơi có nhà thờ chính của thành phố. Nó thuộc về quận trước đây của Nowe Miasto. Trong bộ phận hành chính hiện tại của Poznań, Ostrów Śródka là một phần của một khu đô thị bao gồm Ostrów Tumski và các khu phố của Zawady và Komandoria.
Các nhà khảo cổ đã tìm thấy bằng chứng định cư ở Śródka có thể có từ thế kỷ thứ chín. Vào năm 1231, Sródka là một khu định cư, và vào năm 1288, nó đã được trao cho các giám mục Poznań. Khu vực này có được quyền của thị trấn vào thế kỷ 15 (Ostrówek, ở đầu phía tây là một thị trấn riêng biệt), và được sáp nhập vào thành phố Poznań vào năm 1800. Tên của nó có liên quan đến từ Ba Lan środa ("Thứ Tư"), đây là ngày của phiên chợ tuần từng được tổ chức ở đó.
Ở rìa phía đông của Śródka là nhà thờ Thánh Kazimierz, được xây dựng cho người dòng Phan Sinh năm 1685, với một tu viện được xây dựng thêm vào năm 1704. Tu viện đã bị chính quyền Phổ giải tán vào năm 1794. Nhà thờ hiện thuộc về nhánh Ba Lan của Giáo hội Công giáo Cổ, và tòa nhà tu viện cũ được sử dụng làm trường học cho người điếc.

Nhà thờ cổ John của Jerusalem bên ngoài Bức tường nằm ở góc đông nam của Rondo Sródka, ngay bên ngoài quận Sródka. 